# 593 a. C.
El año 593 a.C. fue un año del calendario romano pre-juliano. En el Imperio Romano, fue conocido como el año 161 Ab Urbe condita.

Safo y Alceo, óleo de 1881 de Lawrence Alma-Tadema.

## Acontecimientos
- Exilio de Safo y Alceo de Mitilene, en Sicilia.

- Datos: Q245123